# Ray City
La ville américaine de Ray City est située dans le comté de Berrien, dans l’État de Géorgie.

## Démographie
| 1910 | 1920 | 1930 | 1940 | 1950 | 1960 |
| ---- | ---- | ---- | ---- | ---- | ---- |
| 300  | 700  | 602  | 638  | 576  | 713  |

| 1970 | 1980 | 1990 | 2000 | 2010  | - |
| ---- | ---- | ---- | ---- | ----- | - |
| 617  | 658  | 603  | 746  | 1 090 | - |

Lors du recensement de 2010, sa population s’élevait à 1 090 habitants.

## Source
- (en) Cet article est partiellement ou en totalité issu de l’article de Wikipédia en anglais intitulé « Ray City, Georgia » (voir la liste des auteurs).